# Montréal (Aude)
Montréal è un comune francese di 2 093 abitanti situato nel dipartimento dell'Aude nella regione dell'Occitania.

## Società

### Evoluzione demografica
Abitanti censiti